# Röchling-Prozess
Der Röchling-Prozess war Teil der Rastatter Prozesse. Er fand vom 26. Februar bis 30. Juni 1948 vor dem regulären französischem Gericht (Tribunal général) in Rastatt gegen Hermann Röchling und vier Manager der Röchlingschen Eisen- und Stahlwerke wegen Verbrechen gegen den Frieden, Kriegsverbrechen und Verbrechen gegen die Menschlichkeit statt. Die Anklage erfolgte auf der gleichen Rechtsgrundlage (Kontrollratsgesetz Nr. 10) wie die zwölf Nürnberger Nachfolgeprozesse und wird deshalb auch als «Fall 13» bezeichnet. Er fand ebenfalls nach dem von SHAEF vorgesehenen Verfahren und nach angelsächsischem Recht modelliert statt, wobei für diesen Prozess die Möglichkeit eines Revisionsverfahrens bestand, das auf Antrag der Angeklagten und der Anklagevertretung auch durchgeführt wurde.

## Hintergrund
Nach dem Potsdamer Abkommen vom August 1945 sollte Deutschland demokratisiert, denazifiziert, demilitarisiert und dekartelliert werden, um den moralischen und ökonomischen Neuaufbau durch einen Elitenwechsel zu fundieren. Im Nürnberger Prozess gegen die Hauptkriegsverbrecher waren wichtige juristische Richtlinienentscheidungen zum Zwangsarbeitereinsatz (als verbrecherischem „Sklavenarbeits“-Programm) und zur SS als verbrecherischer Organisation gefällt worden. Es war aber kein Industrieller verurteilt worden, da das Verfahren gegen den verhandlungsunfähigen schwerkranken Gustav Krupp nach einem ärztlichen Gutachten eingestellt worden war. Ein zweiter internationaler Hauptkriegsverbrecherprozess wurde zu Beginn des Kalten Krieges, als man den Sowjets keine Möglichkeit für ein Tribunal gegen das kapitalistische System bieten wollte, verworfen. Durch die Hinwendung zur Reintegration Westdeutschlands als Bollwerk gegen den Kommunismus im Rahmen des Marshallplans wurden die Mittel für die Industriellen-Prozesse gekürzt, und es wurden nur noch die Prozesse gegen Mitglieder von Flick, IG Farben und Krupp vor einem Nationalen Militär Tribunal (NMT) der Amerikaner sowie im Fall des Röchling-Konzerns vor einem französischen Tribunal durchgeführt.

## Vorgeschichte Hermann Röchlings
Die Familie Röchling hatte um die Völklinger Eisenhütte in Saarbrücken einen verzweigten Konzern im deutsch-französischen Grenzgebiet aufgebaut und die metallurgische Industrie in der Region bestimmt. Hermann Röchling wurde während des Ersten Weltkriegs beauftragt, die deutschen Interessen in den französischen Hüttenwerken im besetzten Frankreich zu vertreten. Nach der Niederlage wurden er und sein Bruder Robert in Abwesenheit durch ein Militärgericht in Amiens 1919 wegen Plünderung privaten Eigentums und willentlicher Zerstörung während der deutschen Besatzungszeit verurteilt. Der Röchlingkonzern wurde kriegsbedingt hart getroffen, verlor seine ehemaligen Beteiligungen in Frankreich und musste auch seine Werke im vormals deutschen Elsass-Lothringen aufgeben. Dafür wurde er vom Deutschen Reich zu einem Bruchteil entschädigt. Da er nach dem Urteil von Amiens nach Deutschland geflohen war, konnte er anders als sein Bruder Robert von der französischen Regierung nicht begnadigt werden. Erst durch ein Gesetz der Vichy-Regierung vom 18. Mai 1942 wurde das Urteil von Amiens gegen ihn aufgehoben.
Hermann Röchling engagierte sich im Saargebiet, das ein Mandatsgebiet des Völkerbundes geworden war, von 1922 bis 1935 als Landesrat und war bis 1933 Mitglied aller Delegationen des Saargebietes beim Völkerbund. Er engagierte sich frühzeitig für die Rückkehr des Saargebietes ins Deutsche Reich und gegen die französische Dominanz und deren Angliederungsbestrebungen im Saargebiet. Er wurde 1933 der erste Präsident der Deutsch-Saarländischen Volkspartei, die im gleichen Jahr gemeinsam mit der NSDAP und Parteien des bürgerlich und deutschnationalen Spektrums in der Deutschen Front für den Beitritt des Saargebietes ins nationalsozialistische Deutschland stritten. 1935 trat er nach der Saarabstimmung und der Rückkehr des Saarlandes ins Deutsche Reich der NSDAP bei.
Er stellte dabei seinen Einfluss dezidiert in den Dienst der nationalsozialistischen Aufrüstungspolitik. Röchling stieg nominal zum Kopf der gesamten deutschen Eisen- und Stahlindustrie auf (1942 Beauftragter für die Eisen- und Stahlindustrie im besetzten Frankreich, Leitung der Wirtschaftsgruppe Eisen, Leitung der Reichsvereinigung Eisen, Leitung des Hauptringes Eisenerzeugung) und zählte zu den acht Großindustriellen des Rüstungsrats unter Albert Speer. Er war Unternehmensführer, Leiter traditioneller Unternehmensverbände und gleichzeitig Leiter neuer Organisationsformen des Nationalsozialismus mit semihoheitlichen Weisungsbefugnissen.

## Die Anklagepunkte
Die Anklageschrift umfasste die drei großen Anklagepunkte
1. Verbrechen gegen den Frieden durch Vorbereitung und Führung eines Angriffskrieges
2. Kriegsverbrechen wie Plünderung, Zwangsarbeitereinsatz
3. Verbrechen gegen die Menschlichkeit wie Deportationen und Zwangsarbeitereinsatz von Zivilisten.

Wie den Managern von Krupp und IG Farben wurde der Röchlingleitung vorgeworfen, zur Begehung eines Angriffskrieges beigetragen zu haben. Im Laufe des Prozesses wurde dieser Anklagepunkt allein gegen Hermann Röchling weiterverfolgt. Im Revisionsverfahren wurde Hermann Röchling davon freigesprochen, weil das Gericht wie in den vorhergehenden Verfahren gegen Albert Speer (vor dem IMT) und Krupp keine wesentliche Rolle des Angeklagten im Sinne der Statuten sah. Der Einsatz ausländischer Arbeiter, insbesondere die Kenntnis von deren Misshandlungen und die Einführung eines Disziplinierungssystems mit Werksgericht und Arbeitserziehungslager Etzenhofen, wurde ebenso angeklagt wie Werksdemontagen (De-Wendel-Werke) und private Vorteile aus dem Betrieb besetzter Werke und die Sicherung von Vorkaufsrechten für die Zeit nach dem Krieg. Hermann Röchling habe auch eine zentrale organisatorische Rolle beim Einsatz von Fremdarbeitern in Frankreich und Deutschland gespielt und sich Werke wieder angeeignet, die seiner Familie nach der Reparationsklausel des Versailler Vertrages als Feindvermögen entzogen worden waren und für die die Familie zwar vom Weimarer Staat eine geringe Ausgleichszahlung erhalten habe, den rechtlichen Vorgang der Enteignung aber nie akzeptiert habe.

## Die Richter
- Tribunal général: Kammerpräsidenten Gustave Lévy und Joseph Tschiember, Marcel Pihier (Pariser Berufungsrichter) und die Laienrichter Antoine Raymond Duparc de Badens und Henry Hornbostel. Zwei ausländische Richter aus Belgien und Holland wurden als Stellvertreter hinzugeladen, um die Interessen dieser Länder zu vertreten.[8]
- Tribunal supérieur: Ausschließlich französische Richter[9]

## Anklage
Die Anklage wurde geleitet von Charles Gersthoffer, der zuvor in der französischen Delegation als Assistenzankläger für die wirtschaftliche Sektion beim Internationalen Militärtribunal in Nürnberg tätig war und anschließend in Nürnberg zahlreiche Verhöre französischer Zeugen zur Vorbereitung der Nürnberger Industriellenprozesse geführt hatte. Als Ankläger fungierten Paul-Julien Doll sowie der Belgier Marcel Kieschen und der Pole Stanislaw Plawski. Das internationale Anklägerteam sollte die internationalen Dimensionen der vorgeworfenen Verbrechen besser belegen können.
Die Verteidigung bestand aus fünf deutschen und zwei französischen Anwälten, darunter der ehemalige Flottenrichter Otto Kranzbühler, Pierre Leroy von der französischen extremen Rechten und Charles Levy, ein aus dem Saarland emigrierter Jude.
| Angeklagter                         | Funktion                           | NSDAP    | Urteil                  | Berufungsurteil                       | Strafende                                      |
| ----------------------------------- | ---------------------------------- | -------- | ----------------------- | ------------------------------------- | ---------------------------------------------- |
| Hermann Röchling 1872–1955          | Konzernchef                        | Mitglied | 7 Jahre Vermögensentzug | 10 Jahre und Vermögensentzug          | August 1951                                    |
| Hans-Lothar von Gemmingen 1893–1975 | Leiter des Direktoriums            | Mitglied | 3 Jahre                 | 3 Jahre und hälftiger Vermögensentzug | Freilassung wegen Anrechnung Untersuchungshaft |
| Ernst Röchling 1888–1964            | Mitglied der Geschäftsführung      | -        | Freispruch              | 5 Jahre und Vermögensentzug           | August 1951                                    |
| Wilhelm Rodenhauser 1880–1953       | technischer Direktor Personalwesen | -        | 3 Jahre                 | 3 Jahre                               | Mitte 1949                                     |
| Albert Maier 1895–1957              | Finanzdirektor                     | Mitglied | Freispruch              | -                                     | -                                              |

Beim Strafmaß berücksichtigte das Gericht bei Hermann Röchling das hohe Alter und dass er sich für die Befreiung von Gestapohäftlingen eingesetzt und an der Begnadigung der Geiseln von Auboué mitgewirkt hatte. Ernst Röchling wurde seine menschliche Gesinnung und seine Haltung gegenüber bestimmten Franzosen und von Gemmingen zweitrangige Interventionen zur Verbesserung der Verhältnisse der Zwangsarbeiter angerechnet.
Anklageschrift, Urteil und Revisionsurteil wurden in die offizielle Dokumentation zu den Nürnberger Nachfolgeprozessen (Green Series) aufgenommen.

## Haftentlassung und Rezeption
Von Gemmingen wurde nach Verkündigung des Revisionsurteils frei gelassen, weil er über drei Jahre in Untersuchungshaft gewesen war. Aus gesundheitlichen Gründen wurde Rodenhauer Mitte 1949, Ernst Röchling am 11. August 1951 und Hermann Röchling eine Woche später entlassen. Im gleichen Jahr erhielt Röchling den Werner-von-Siemens-Ring aus heutiger Sicht unverständlicherweise verliehen.
Der Historiker Gerhard Seibold behandelte das Urteil 2001 in der konzerneigenen Firmengeschichte unter der Überschrift „Siegerjustiz zum Zweiten“ und zitiert abschließend Gedichte Röchlings zum Beweis dessen Verbitterung über das Urteil. Der Historiker Daniel Bonnard sieht im Prozess eine Bühne für die exemplarische Abrechnung auf der Grundlage des neuen IMT-Völkerstrafrechts mit exponierten Nutznießern der deutschen Eroberungs- und Ausplünderungspolitik und verweist auf die starke Ähnlichkeit zu den US-amerikanischen Industriellenprozessen (Flick, Krupp und IG Farben). Die Historiker Berger und Joly weisen darauf hin, dass der Prozess unter dem Verdacht stand, rachsüchtige Justiz für den gescheiterten Prozess von 1918 und für die Rolle Röchlings bei der Saarabstimmung 1935 gewesen zu sein.